# Žarnica
Žarnica ali svetilka z žarilno nitjo pretvarja električno energijo v svetlobno s pomočjo segrevanja kovinskega vložka (spirale) na zelo visoko temperaturo, da ta zažari. Vroča notranjost je zaščitena pred atmosferskimi vplivi s pregrado, skoraj vedno izdelano iz stekla, vsebina pa je lahko vakuum ali katerikoli plin, ki je kemično inerten.
Konstrukcija žarnice navadno vsebuje tudi priključni električni terminal, ki je izveden z žičnimi povezavami preko stekla kot mehanski vmesnik (grlo) in daje podporo tako mehanski pritrditvi kot tudi električnim signalom.
Svetilke z žarilno nitjo se izdelujejo v različnih velikostih, svetlobnih jakostih ter napetostnih razredih (od 1,5 do okoli 300 voltov). Za svoje delovanje ne potrebujejo nobenih zunanjih prožilnih ali regulacijskih elementov, imajo nizke proizvodne stroške ter delujejo ne glede na tip napajalne napetosti (DC ali AC). Posledično je svetilka z žarilno nitjo široko uporabljana na vseh področjih, kjer je potrebna umetna osvetlitev (stanovanja, pisarne, tovarne, avtomobili, prenosne luči, dekoracije ...).
Svetilka z žarilno nitko ima izredno slab izkoristek - le okoli 10% energije se pretvori v vidno svetlobo, vendar pa to lastnost izkoriščajo v inkubatorjih, valilnicah za perutnino, grelnikih za terarije (plazilci), pomembno vlogo pa igra tudi pri ogrevanju stanovanj.
V hladnem vremenu je gretje sicer prispevek k ogrevanju prostorov, vendar pa to ni zaželeno v toplih mesecih, ko se zaradi tega poveča zahteva po energiji za pogon klimatskih naprav. Zaradi slabega izkoristka se svetilke z žarilno nitjo množično zamenjujejo z drugimi tipi svetilk, kot so npr. fluorescentne sijalke, kompaktne fluorescentne sijalke, fluorescentne sijalke s hladno katodo (CCFL), visokosvetilna razelektritvena svetila in LED-diode. Ti tipi svetil imajo veliko boljši izkoristek ter ob enaki svetilnosti proizvajajo manj toplote. Nekatera okolja, npr. Evropska unija so celo v procesu zamenjave v korist večji energijski učinkovitosti. V ZDA je zvezni zakon predvidel, da jih bodo po letu 2014 prenehali izdelovati ter kot zamenjavo prodajali energijsko bolj učinkovita svetila. Tudi v Braziliji so jih že prepovedali, in sicer februarja 2011.
Posebna tipa žarnic sta tudi
- halogenska žarnica, kjer nadgrajen proces povzroči, da se zaradi žarjenja izpareli material vrne na samo žarjeno telo.
- Infrardeči grelnik, ki se uporablja za industrijsko gretje, sušenje, pečenje.

## Zgodovina svetilke na žarilno nitko
Zgodovinarja Robert Friedel in Paul Israel navajata, da je prva svetila z žarilno nitjo razvilo dvaindvajset neodvisnih izdelovalcev, vendar ima prednost Swan-Edisonova žarnica po zaslugi kombinacije treh dejavnikov:
1. uporabo učinkovitega žarilnega materiala,
2. višji vakuum kot ostali (z uporabo Sprenglove črpalke),
3. večjo električno upornost polnila.

Drugi priznani zgodovinar, Thomas Hughes, je pomembnost Edisonovega prispevka pripisal dejstvu, da je Edison izdelal celoten, integriran sistem osvetlitve.
Svetilka na žarilno nitko je bila majhna komponenta v njegovem sistemu električne osvetlitve, a hkrati za njegov glavni, paralelni sistem distribucije po funkciji enako pomembna kot njegovi generatorji Jumbo. Ostali izumitelji izdelkov s primerljivo kakovostjo so bili dolgo pozabljeni prav zato, ker niso zaznali pomembnosti električne razsvetljave.

Zgodovinar Thomas P. Hughes

### Zgodnje (predkomercialno) obdobje
Leta 1802 je Humphry Davy imel tedaj nekaj, kar je veljalo kot najmočnejša električna baterija na svetu v  Kraljevem znanstvenem institutu Velike Britanije. Tega leta je prvič izdelal žarilni element, katerega je aktiviral s to baterijo. Kot grelno telo je uporabil material platino, in sicer zaradi njenega izredno visokega tališča. Žarnica ni bila svetla kakor tudi ne trajna, a vendar je bila precedens ostalim izumiteljem v nadaljnjih 75 letih.
Leta 1809 je Davy uspel proizvesti tudi prvo svetilko s pomočjo obločnega plamena z dvema   grafitnima palicama, priklopljenima na 2000 člensko baterijo, predstavljeno na Kraljevem znanstvenem zavodu leta 1810.
V naslednjih 7 letih 19 stoletja je mnogo izumiteljev ter eksperimentatorjev delalo z različnimi kombinacijami materialov ter oblikami svetil. Veliko proizvodov je bilo predstavljenih ter tudi patentiranih.  Leta 1835, je James Bowman Lindsay v Dundee-ju (Škotska) predstavil svetilko, pri kateri si na 50 centimetrih lahko bral knjigo. Žal je med izpopolnjevanjem naletel na drug izziv, namreč prevzela ga je  brezžična telegrafija ter ni nadaljeval z razvojem svetilke. Njegovi prispevki niso dobro zapisani, vseeno pa je omenjen v Challoner etal   kot izumitelj "Svetilke z žarilno nitjo.".
Leta 1840, je Britanski znanstvenik Warren de la Rue zaprl  spiralno zvito platinasto žico v vakumsko posodo in ji dovedel električno napetost, in sicer z namenom zmanjšati število reakcij med vročo kovino ter kisikom, ter s tem povečati življenjsko dobo kovine. Kljub efektivnemu designu, je bila cena platine prevelika za serijsko komercialno izdelavo.
1841 je Frederick de Moleyns iz Anglije prijavil prvi patent za svetilko, sestavljeno iz žice platine, vstavljene v steklen balon. 1845 je Američan John W. Starr  pridobil patent za uporabo ogljikovih vložkov.

Žal je umrl kmalu po pridobitvi patenta, njegov proizvod pa se komercialno ni nikoli uveljavil. Biografija. 

1851 je Jean Eugène Robert-Houdin javno prezentiral svetilko z žarilno nitko na njegovem posestvu v Bloisu v Franciji. Njegove svetilke so na ogled v muzeju na gradu Blois.
1872 je Rus Aleksander Lodigin izumil nov tip svetilke ter za njo pridobil ruski patent v letu 1874. Uporabil je dve zelo približani palici grafita v stekleni bučki, napolnjeni z nitrogenom. Kasneje je živel v ZDA, spremenil je ime v Alexander de Lodyguine, izumil ter patentiral pa je še svetilko na žarilno nitko z molibdenskim ter volframskim polnjenjem (US Patent No. 575,002 Illuminant for Incandescent Lamps, January 19, 1897), Ti patenti so bili praktično prikazani v  Svetovni razstavi leta 1900 v Parizu.
Heinrich Göbel, ki je uporabljal ime Henry Goebel v ZDA, je izdal leta 1893 zahtevek po ponovnem licenciranju Edison-ovega patenta ker je v letu 1854, dizajniral prvo svetilko na žarilno nitko z ogljikovim polnilom, platinastimi priključnimi žicami ter steklenim okovom z visokim vakumom s procesom po Torricelli-ju, ter s tem kreiral praktično svetilko. Vendar so sodniki dvomili v njegove navedbe, a tudi zaradi izteka Edisonovega patenta spor nikoli ni bil zaključen. Raziskave, objavljene 2007 leta so zaključile, da je zgodba Göbelsove žarnice iz leta 1850 resnična, legendarna ter avtentična.
V severni Ameriki je potekalo več hkratnih razvojev tehnologije, dokler nista 24. julija 1874 v Torontu v Kanadi medicinski električar Henry Woodward in njegov kolega Mathew Evans patentirala produkt, ki je vseboval več ogljikovih vlaken povezanih med elektrodama v čistem vodiku. Woodward in Evans sta poizkusila komercializirati njun produkt, vendar sta bila neuspešna. Njuna zgodba se je končala s prodajo patenta Thomasu Edisonu leta 1879.

### Komercializacija
Joseph Swan (1828–1914) je bil britanski fizik ter kemik. Leta 1850 je pričel delo z ogljikovimi nanosi na papirju v vakuumski stekleni čaši. V letu 1860 je že lahko izvedel prikaz delujoče žarnice, vendar pa ta ni bila obstojna zaradi slabega vakuma ter pomanjkanja električnega generatorja. V letu 1870 so se pojavile boljše vakuumske črpalke, takrat pa se je Swan vrnil k svojim eksperimentom.
Z pomočjo Charlesa Stearna, strokovnjaka za vakumske črpalke, je Swan v letu 1878 razvil metodo preprečevanja počrnitve steklenega okova v zgodnjem obdobju delovanja svetilke, kar je patentiral v letu 1880 (Patent številka 8) 

18 Decembra 1878 je bila prikazana svetilka z uporabo tanke ogljikove paličice na zboru Newcastelskega kemičnega združenja in Swan je izvedel ponovno delujočo prezentacijo 17 Januarja 1879. Prav tako je bila demonstracija prikazana 700 obiskovalcem Literarnega in filozofskega združenja v Newcastlu  3 Februarja 1879. Te svetilke so uporabljale grafitne paličice v povezavi z obločnim plamenom. Zaradi načina delovanja so imele nizko upornost ter so za svoje delovanje potrebovale debele vodnike, zatorej niso bile komercialno uspešne, so pa naznanile ter prikazale možnosti umetne osvetlitve s svetilkami z visokim vakumom, grafitnim prevodnikom ter platinastimi priključnimi žicami. Poleg tega so imele kratko življenjsko dobo. S tem je Swan opozoril nase ter na svoje izume, s tem pa si je omogočil nadaljnje delo na tem odročju. Iznašel je metodo priprave bombaža za obdelavo usnja ter ga tudi patentiral (British patent 4933 leta 1880). S tem letom je pričel instalirati svetilke v domovih v Angliji. Njegova hiša je bila prva na svetu osvetljena, ter prva na svetu napajan s hidroelektrarne. V letih 1880 je ustanovil svoje podjetje. Leta 1881 je bilo kot prvo na svetu, gledališče Savoy v Westminstru, London osvetljeno s strani Swanovega podjetja Thomas Edison je pričel z resnimi raziskavami na področju uporabe svetilke leta 1878. Edison je izpolnil prvo patentno prijavo "Improvement In Electric Lights" 14 Oktobra 1878. Po raziskavah z različnimi kovinskimi polnili se je vrnil k ogljiku. Prvi uspešen test je bil izveden 22 Oktobra 1879, ter je trajal 13,5 ure. Edison je nadaljeval z izpopolnitvijo tega izdelka in 4 Novembra 1879 je vpisal U.S. patent za svetilko ki uporablja "a carbon filament or strip coiled and connected ... to platina contact wires." Čeprav patent opisuje več načinov izdelave ter oblikovanja polnila, so šele nekaj mesecev ugotovili da enostavno polnilo iz bambusa traja tudi do 1200 ur. 1878 Hiram S. Maxim je ustanovil podjetje za raziskavo njegovih ter patentov Williama Sawyerja. Njegov United States Electric Lighting Company je bilo drugo podjetje, po Edisonu, katero je proizvajalo električne svetilke. Njihova prva instalacija je bila leta 1880, v New Yorku. Oktobra 1880, je Maxim patentiral metodo ojačanja ogljika s hidroogljikom, z namenom podaljšanja življenjske dobe. V tem času je njegov zaposleni, Lewis Latimer, razvil metodo obdelave ogljika s toploto, kar je dovoljevalo oblikovanje nitke v poljubni obliki, kot na primer v obliki črke "M" po Maxim-ovem zaščitnem znaku. 17 Januarja leta 1882 je Latimer prejel patent za opisani postopek. Ta patent je prodal podjetju "The United States Electric Light Company". V Veliki Britaniji, sta Edisonovo in Swanovo podjetje bili združeni v novo po imenu "The Edison and Swan United Electric Company" (later known as Ediswan, katero pa je bilo dokončno združeno v Thorn Lighting Ltd). Edison sicer ni predvideval te poteze, vendar je popustil po sodnih postopkih, vendar je kasneje odkupil cel Swanov delež v podjetju. To se je zgodilo leta 1882. 
Glede na razvoj tehnologije je bilo tudi veliko sporov glede patentov. Tako je eden od glavnih akterjev, Edison bil neprestano v tožbah, izgubil nekaj patentov, vendar mu je ostal najpomembnejši, to je za polnilo iz ogljika z visoko upornostjo.
1890 je Austrijski Carl Auer von Welsbach izdeloval različne prototipe svetilk s kovinskimi nitmi, najprej iz platine zatem pa tudi z  osmija. Izdelal je operativno verzijo v letu 1898, kar je tudi patentiral, pričel s komercializacijo svetilke z žarilno kovinsko nitjo.1897 je Nemški fizik in kemik Walther Nernst razvil Nernst lamp, obliko svetilke ki je uporabljala keramični  vložek in ni zahtevala zaščite v vakumu ali drugi atmosferi. Nernstova svetilka je bila dvakrat bolj efikasna kot svetilka z ogljikovo nitko, vendar je bila nadomeščena s svetilko s kovinsko žarilno nitjo.
Leta 1903 je Willis Whitnew izumil način kako preprečiti potemnitev svetilke.
Leta 1904 sta Madžar Sándor Just in Hrvat Franjo Hanaman prejela mdžarski patent (št. 34541) za volframovo polnjenje, ki je omogočilo daljšo življenjsko dobo ter svetlejšo svetlobo od ogljikovega polnila. Tungsten polnjenje je bilo prvič reklamirano s strani Madžarskega podjetja Tungsram leta 1905, zatorej je ta tip svetilke pogosto klican kar Tungsramova žarnica.
Leta 1906, je General Electric Company patentirala metodo izdelave polnila iz sintiranega volframa. Tungsten polnjenje je prekašalo vsa ostala polnjenja. Leta 1913 je Irving Langmuir odkril da menjava vakuma z inertnim plinom podvoji svetilnost ter preprečuje počrnitev žarnice. Leta 1924 je Marvin Pipkin, Ameriški kemik patentiral proces za nanašanje premaza znotraj svetilke. Leta 1930 je madžarski znanstvenik Imre Bródy napolnil svetilko s kriptonom oziroma ksenonom. Razvil je tudi metodo proizvajanja kriptona iz zraka. Proizvodnja svetilk polnjenih s kripotonom je startala v Ajki leta 1937, v tovarni zgrajeni skupaj z Egon Orowan.
Do leta 1964 so raziskave in razvoj oklestile ceno svetilke na samo tridesetino cene, primerjano z Edisonovim svetlobnim sistemom 
Poraba svetilk je naglo porasla, od 300.000 nameščenih svetilk leta 1885 do 88,5 milijona leta 1914 in 795 milijonov leta 1945.

### Karteli
Med 1924 in 1939 je bil mednarodni trg s svetilkami reguliran s strani kartel Phoebus.

## Učinkovitost ter okoljevarstveni vidik
Približno 90 % porabljene moči je spremenjenih v toploto. Učinkovitost je pogojena z dvema dejavnikoma, in sicer z relativno vidnostjo elektromagnetnega valovanja in stopnjo, s katero je električna moč pretvorjena v elektromagnetno valovanje. Svetlobna efektivnost je razmerje, ki pove, koliko energije je emitirano v obliki elektromagnetnega valovanja proti priključni moči svetilke. Vidno svetlobo merimo v lumnih, enoti, ki definira različno občutljivost človeškega očesa na različnih valovnih dolžinah. Spodnja tabela prikazuje svetlobno učinkovitost za različne tipe svetil z žarilno nitjo.
| Tip                                                               | Svetlobna efektivnost | Povprečna svetlobna efektivnost (lm/W) |
| ----------------------------------------------------------------- | --------------------- | -------------------------------------- |
| 40 W volfram                                                      | 1.9%                  | 12.6                                   |
| 60 W volfram                                                      | 2.1%                  | 14.5                                   |
| 100 W volfram                                                     | 2.6%                  | 17.5                                   |
| steklo halogen                                                    | 2.3%                  | 16                                     |
| quartz halogen                                                    | 3.5%                  | 24                                     |
| visokotemperaturna                                                | 5.1%                  | 35                                     |
| idealno sevalno telo pri 4000 K (or a class K star like Arcturus) | 7.0%                  | 47.5                                   |
| idealno sevalno telo pri 7000 K (or a class F star like Procyon)  | 14%                   | 95                                     |
| idealno monokromatsko sevalno telo pri 555 nm (zelene) barve      | 100%                  | 683                                    |

Žal izsevani spekter črnega telesa ni enak občutljivostni karakteristiki človeškega očesa. Tungsten svetilke oddajajo v glavnem infrardeči spekter na temperaturah, kjer je sevalno telo še v trdni obliki (do 3683 kelvins / 3410 °C / 6,170 °F). Donald L. Klipstein obrazloži: "Idealen termalni radiator producira vidno svetlobo najučinkoviteje pri temperaturi okrog 6300 °C (6600 K or 11,500 °F). Kljub visoki temperaturi je večina izsevane svetlobe ali v infrardečem ali ultravijoličnem spektru, je teoretična efektivnost največ 95 lumnov/watt." Noben nam znan material ne zdrži te temperature (topleje kot sonce). Zgornji nivo efektivnosti svetilke na žarilno nitko je 52 lumnov/Watt, kar je teoretična vrednost tungstena pri taljenju.
Za ustrezno količino svetlobe svetilka z žarilno nitjo producira več toplote kot npr fluorescentna žarnica. Zaradi tega se poveča tudi poraba energije za hlajenje v poletih mesecih.
Visoko kvalitetna halogenska svetilka ima višjo efektivnost, ki dovoljuje 60-wattni svetilki enak svetlobi izhod kot standardni 100-Watt-ni žarnici.
Mnogi svetlobni viri, kot npr fluoroscentna žarnica, high-intensity discharge lamp in LED dioda ponuja visoko efektivnost. Veliko njih je bilo predelano v formo, katera ustreza obliki grla oziroma priključnim terminalom z namenom enostavne menjave. Ta svetila producirajo svetlobo s pomočjo luminiscence, ne pa z žarjenjem. Te metode producirajo diskretne spektralne črte in ne generirajo infrardeče svetlobe. S pazljivo izbiro elektronskih nivojev je spekter lahko zelo pazljivo izbran glede na potrebe barvne temperature.

### Cena osvetlitve
Začetna cena svetilke na žarilno nit je majhna v primerjavi s ceno energije, ki jo le ta porabi v svojem življenjskem ciklu.

### Dejstva za prenehanje uporabe
Zaradi velike energijske potratnosti so mnoge vlade uvedle direktive za menjavo svetilk na žarilno nitko oziroma postavile standarde za efektivnost, ki jo ne morejo doseči svetilke na žarilno nitko.

### Prizadevanja za izboljšanje izkoristka
Kljub razvoju, ki je svetilko na žarilno nitko pripeljal do neke točke, se vseeno znanstveniki trudijo izboljšati tehnologijo. Leta 2007 je skupina podjetja General Electric napovedala tako imenovano "high efficiency incandescent" (HEI) svetilko, ki naj bi imela 4 kratnik izkoristka klasične svetilke. Žal je bil program ukinjen zaradi prepočasnega razvoja.
Zaradi zakonskih regulativ, so bile nove "hibridne" svetilke z žarilno nitjo predstavljene s strani podjetja Phillips. To je halogenski tip svetilk, katere imajo cca 40% izkoristek, zahvaljujoč IR reflektorju ki IR svetlobo vrača nazaj na žarečo nitko.

## Konstrukcija
Svetilka z žarilno nitjo je sestavljena iz steklenega ohišja, ki vsebuje volframovo žico. Kontaktni vodniki ter podnožje z dvema ali več priključki zagotavljajo fizično montažo ter kontakte za dovod električnega toka. Ohišje je napolnjeno z inertnim plinom kot je npr. argon za zmanjšanje izparevanja in preventivo pred oksidacijo žarilne niti.
Električni tok greje žarilni element na cca 2000 do 3300 stopinj Kelvina, veliko pod volframovo točko tekočega stanja, ki je 3695 stopinj Kelvina.
Temperatura polnila je odvisna od tipa, velikosti, oblike ter toka. Žareča nit oddaja svetlobo ki je približno enaka zaporednemu sevanju. Uporaben del sevanja je vidna svetloba, ostalo pa je toplota v IR območju.
Izvedba z več žarilnimi nitmi se uporablja za posebne namene, npr avtomobilske luči.
Obstajajo tudi izvedbe s prozornimi stekli, matiranimi ali obarvanimi.
|  | 1. oris steklene bučke 2. nizek pritisk, inertni plin (dušik, argon, neon) 3. volframova nit 4. kontaktna žica (dovod) 5. kontaktna žica (odovod) 6. podporne žice 7. steklena baza 8. Kontaktna žica (izhod iz baze) 9. podnožje (vrat) 10. Izolacija 11. Električni kontakt |

Obstaja veliko različnih načinov montaže, od grla z navojem v več velikostih, do bajonetne montaže in priključnih sponk.
Prav tako obstaja veliko različnih moči, od 0.1 Watta pa do 10.000 Wattov priključne moči.
Slaba lastnost svetilk na žarilno nitjo je gretje, tako se sam stekleni balon lahko segreje tudi do 260 stopinj Celzija. Pri žarnicah velikih moči ter grelnih žarnicah je bučka izdelana iz posebnih, ojačanih stekel.

## Proizvodnja
Prva proizvodnja je bila laboratorijska, z veliko napakami ter nezanesljiva. Glede na povpraševanje, se je pričel razvoj linij za proizvodnjo svetilk z žarilno nitjo. "Ribbon machine" je bila prva, ki je iz traku stekla izdelala v kalupih tudi do 50.000 steklenih bučk na uro.

## Polnilo
Polnilo je bilo prvotno iz ogljika (carbon), snovi, katere ime zanimivo izhaja iz besed "carbonized paper of bamboo" . Z letom 1902 je Siemens pričel s tantalovim polnilom. Z enakim postopkom je v Ameriki pričel tudi General Electric ter jih izdeloval do 1913.
Z letom 1906, se je uveljavil tudi volfram. Ker je volfram zelo težko oblikovati, je proizvodnja pričela z iskanlem načina obdelave, katera jse je imenovala sintranje (stiskanje prahu pod visokim pritiskom).
Za dvig efektivnosti svetilke je polnilo po navadi sestavljeno iz spiralno zavitega volframa (glej sliko). Tako je dolžina žice pri npr 60 Wattni svetilki 22,8 inčev (580 mm), njegov diameter pa je 0,0018 inčev (0.046 mm). . Prednost je tudi v hitrosti izparevanja samega volframa, ki je pri spiralni obliki bistveno počasnejša kot pri ravni obliki. 
V proizvodnji poznamo več različnih oblik polnila z različnimi karakteristikami, katere so proizvajalci označili s kodami:
C-6, CC-6, C-2V, CC-2V, C-8, CC-88, C-2F, CC-2F, C-Bar, C-Bar-6, C-8I, C-2R, CC-2R, in Axial-no.
Enaka polnila kot v svetilki z žarilno nitjo se uporabljajo tudi v svetilkah z vročo katodo, fluorescentnih ceveh, ter  vakumskih ceveh kot generatorji elektronov.

### Zmanjševanje izparevanja materiala
En od problemov v razvoju je bil izparevanje materiala ter posledično male lokalne spremembe upornosti samega polnil, kar povzroči toplejše točke ter posledično zopet večje izparevanje. Kot primer, sprememba premera za samo 1% povzroči 25% krajšo dobo delovanja žarnice. Irving Langmuir je ugotovil da polnitev s plinom namesto z vakumom prepreči izparevanje. Dandanes so svetilke polnjene z mešanico plinov, ki jo sestavljajo predvsem argon ter nekaj nitrogen, ali včasih krypton. Xenon je precej dražji, zato se uporablja le pri manjših svetilkah (npr žepne svetilke). Ker se pri prekinitvi polnila lahko pojavi  obločni plamen, ki se lahko razširi na priključne terminale, je v steklenem nosilcu po navadi vgrajena tudi varovalka za enkratno uporabo.
Več nitrogena preprečuje pojav obločnega plamena.
Povprečna življenjska doba svetilke je kopromis s svetilnostjo. Večja svetilnost, krajša življenjska doba. Tipično je danes ta čas 2000 ur za generalno osvetljevanje. Tipično, fotografske ali projekcijske žarnice imajo življenjsko dobo le par 10 ali 100 ur. Svetilke z dolgo življenjsko dobo imajo manjšo efektivnost, se pa uporabljajo predvsem v težko dostopnih lokacijah.
Stopničenje polnila opisuje še en fenomen ki krajša življenjsko dobo svetilke. Na svetilkah katere poganjamo z enosmerno napetostjo, se sčasoma pojavijo naključne "stopničaste" poškodbe, katere zopet skrajšujejo življenjsko dobo, v primerjavi z izmenično napetostjo celo za polovico.
V slučaju puščanja zaščitene atmosfere vroči volfram reagira s kisikom v zraku, kar se izraža kot nanos  volframovega nitrida, rjave barve volframov dioksid, vijolično-modri barvi volframov pentoksid,ali rumeni barvi volframovega trioksida ki se nanaša na notranji strani svetilke.

### Temnjenje steklene bučke
V klasični svetilki, izpareli volfram kondenzira na notranji strani balona ki s tem potemni. Svetilke, ki vsebujejo vakum, je temnjenje enakomerno po celotni površini. e se za polnjenje uporabi inretni plin, se nanos ustvari na toplotni poti, kar je tipično na zgornji stani stekla. Podatek kaže, da svetilka po svojih 75% življenjske dobe izseva le še 93% svetlobe, ki jo proizvaja. 
 Mimogrede so študije tega problema privedle do iznajdbe  vakumske elektronke..
Pri proizvodnji je potrebno paziti tudi na istost polnila, saj npr. prisotnost 1 kapljice vode (seveda v obliki zračne vlažnosti povzroči zaradi procesa elektrolize zelo pospešeno temnjenje stekla. 
Zatorej se dodajajo še druge primesi (npr. zirkonij). 

### Halogenske svetilke
Halogenska svetilka eleiminira izparevanje polnila ter temnjenje stekla s halogenskim plinskim polnjenjem pod nizkim pritiskom. Specifika je, da zaradi tega halogenska svetilka lahko deluje na višji temperaturi, kar pomeni tudi večji izkoristek.

### Žarilno obločna svetila
Verzija svetilke, kjer se ne uporablja žično telo, ampak obločni plamen na sferični elektrodi. Sama elektroda se zato zelo segreje ter prične svetiti, prav tako pa malo doda še sam oblok.
Uporaba je na področjih, kjer potrebujemo močno osvetlitev, delujejo pa na nizkih napetostih. Uporabljajo volfram kot material za elektrode. Po letu 1915 je bil kot polnilo uporabljan predvsem plin Živosrebrne pare ali pa Ksenon, kar se uporablja še danes. 

## Električne karakteristike
Svetilke z žarilno nitjo so čisti ohmski porabniki električne energije. Njihova upornost ima temperaturno odvisnost PTK, kar pomeni da s temperaturo narašča upornost. Kot primer ima hladna 100 Watna svetilka ima 9.5 Ohma, ko sveti pa ima 144 Ohmov. Ker so svetilke na žarilno nit ohmski porabniki, so možni enostavni regulacijski sklopi z triac-i. Problem je le zagonski tok, ki je lahko v začetnem obdobju cca 0.1 sekunde tudi 10-kratnik nazivnega toka. Polno svetilnost doseže po cca 0.15 sekunde.

### Moč
| Moč (W) | Izhod (lm) | Efektivnost (lm/W) |
| ------- | ---------- | ------------------ |
| 5       | 25         | 5                  |
| 15      | 110        | 7.3                |
| 25      | 200        | 8.0                |
| 35      | 350        | 10.0               |
| 40      | 500        | 12.5               |
| 50      | 700        | 14.0               |
| 55      | 800        | 14.5               |
| 60      | 850        | 14.2               |
| 65      | 1,000      | 15.4               |
| 70      | 1,100      | 15.7               |
| 75      | 1,200      | 16.0               |
| 90      | 1,450      | 16.1               |
| 95      | 1,600      | 16.8               |
| 100     | 1,700      | 17.0               |
| 135     | 2,350      | 17.4               |
| 150     | 2,850      | 19.0               |
| 200     | 3,900      | 19.5               |
| 300     | 6,200      | 20.7               |

Svetilke z žarečo žico so normalno markirane po nazivni, priključni moči. Meri se v Watt-ih ter je direktno pogojena z grelnim telesom (presek, dolžina, material). 
Tabela prikazuje povprečen svetlobni tok v lumnih, standardne svetilke z različnimi močmi.

## Fizične karakteristike

### Oblike stekla, velikosti
Oblike žarnic se zelo razlikujejo med seboj, prav tako pa za isto obliko v različnih regijah obstajajo različna imena. Tipična oznaka je sestavljena iz črk, ki označujajo obliko ter številk, ki označujejo premer. 
Skupne oblike:
Generalna uporaba
Svetloba se širi v vseh smereh, v prozorni ali matirani obliki.
Tip: Generalni (A), oblika gobice
Visoka moč, generalne oblike
Svetilke nad 200 W
Tip: Oblika hruške (PS)
Dekorativna svetila
svečniki, lestenci, itd.
Tip: svečni (B), zaviti svečni, zaviti vrh svečna oblika (CA & BA), zubelj (F), naključno zavita (P), okrogla (G)
Reflektroska svetila (R)Reflektivni premaz v notranjosti odbija ter usmerja svetlobni tok v določeno smer. Flood tip razširja svetlobni tok, Sopt tip pa ga usmerja v točko. Reflektorska svetila (R) približno podvojijo svetlobni tok proti cilju v primerjavi s klasično, nereflektorsko svetilko.
Tip: Standardni reflektor (R), eliptični reflector (ER)
Parabolični aluminijasti reflektor (PAR)Preciznejše usmerjanje svetlobe, producirajo pa cca 4 krat večji svetlobni tok kot klasična, nereflektorska svetilka.
120 V velikosti: PAR 16, 20, 30, 38, 56 and 64; 230 V velikosti: Par 38, 56 and 64
Dostopne v veliko verzijah spot ter flood izvedbe.
Večplastni reflektor (MR)
HIR"HIR" je  GE oznaka za svetilo, ki ima na sebi specialni premaz, ki odbija IR svetlobo, zatorej se polnilo ne ohlaja zaradi gretja okolice. Osramova oznaka za podoben premaz je "IRC".

### Lučna podnožja
Zelo male žarnice imajo lahko podporo izvedeno tudi tako, da so priključitvi namenjene tudi samo žice, katers se priključijo direktno v terminal. Nekatere reflektorske žarnice imajo posebne priključne sponke za priklop. Večina pa jih ima metalno podnožje z integriranimi kontakti. V letih po pričetku serijske proizvodje se je pojavilo ogromno različnih tipov priključkov ter pritrditev. Zato je leta 1909 General Electric predstavil sandardne velikosti podnožij za volframove svetilke pod blagovnim imenom Mazda trademark in 1909. Ta standard se je prijel po vsem svetu. Tako dandanes glavnino priključkov predstavljata Edisonov priklop ter bajonetni vstavek. Bajonetni priklop se uporablja predvsem v avtomobilski industriji zaradi vibracij.
Svetilke namenjene uporabi v optičnih sistemih (npr projektorji, mikroskopi, odrska tehnika) imajo posebne mehanizme za točno nastavitev pozicije vira svetlobe.

## Napetost, svetlobni tok, življenjska doba
Svetilke z žarilno nitko so zelo občutljive na variacije napajalne napetosti. Te karakteristike imajo veliko praktično in ekonomsko vrednost.
Za napajalno napetost V rangu specificirane napajalne vrednosti:
- Svetlobni izhod je proporcionalen napajalni napetosti V 3.4
- Moč je proporcionalna V 1.6
- Življenjska doba je proporcionalna V −16
- Barvna temperatura je proporcionalna  V 0.42

To na kratko pomeni, da bo za 5% manjša napetost podaljšala življenjsko dobo za faktor 2, ob zmanjšanju moči za 20%. To se izkorišča na lokacijah, kjer je otežen dostop (npr ceste, ulice, železnica, industrija, visoke hale)
Tako je nastal tudi svetovni rekord, vpisan v  Guinessovi knjigi svetovnih rekordov kjer je svetilka na gasilski postaji v Livermore, California, prižgana os leta 1901. Kakorkoli, svetilka je napajana le s cca 4 watti (nazivna moč je 40 Wattov). Podobna zgodba je tudi v Teksasu, kjer je 40-wattna svetilka priključena od 21 Septembra, 1908.
Drugi ekstrem pa je produciranje svetlobe s čim bolj belo svetlobo. Tako svetilke, ki so projektiranje za specialna opravila (fotografija, film) lahko trajajo tudi le par ur (Phillips P1). Zgornja delovna temperatura volframa je le 50 stopinj pod temperaturo topljenja 3695 stopinj Kelvina. Vendar taka žarnica lahko doseže tudi 22 lumnov na Watt, v primerjavi z 17.5 lumni na watt pri klasični svetilki.
Svetilke enakih moči izdelane za različne napetosti nimajo enakih izkoristkov niti življenjske dobe, zaradi različne dolžine ter debeline polnila. Npr 100 wattna, 120 Voltna svetilka ima cca 17 lumnov na watt, dočim 230 V verzija ima samo 12.8 lumna na watt. Prav tako je trajanje pri višji napetosti krajše.
Mehanska utrditev se izvede z dodatnimi pritrdili, ki pa prav tako ohlajajo nitko ter s tem zmanjšujejo izkoristek. Svetilke za nizko napetost teh pritrdil nimajo, zato so izkoristki večji. Zaradi dolžine ter problemov pri pritrditvi se svetilke ne proizvajajo za napetosti višje od 300 Voltov.

## Zdravstveni vplivi
Čeprav nekateri viri navajajo da so svetila na žarilno nitko prijaznejša za človeka kot je fluoresentna osvetlitev pri preosvetlitvi, je potrebno počakati na več rezultatov raziskav. Po podatkih Evropske komisije Scientific Committee on Emerging and Newly Identified Health Risks (SCENIHR) iz leta 2008, je edini razlog ki bi lahko vplival na zdravje človeka povečana emisija ultravijolične ter modre svetlobe v spektru fluorescentne svetilke

## Radijske motnje
Svetilke z žarilno nitjo ne povzročajo motenj v radiofrekvenčnem spektru.